# Pacific Blue (Empresa)
Pacific Blue anteriormente conocida como: Pacific Hydro, es una empresa fundada en Australia de propiedad de la State Power Investment Corporation, la compañía más importante de energía renovable en China con un total de activos por más de US$113 billones y una capacidad total instalada que aproxima los 110 GW.
La empresa opera en Chile varias centrales hidroeléctricas de pasada en la cuenca del río Cachapoal: central hidroeléctrica Chacayes,central hidroeléctrica Coya y central hidroeléctrica Pangal. En la cuenca del río Tinguiririca: la central hidroeléctrica La Higuera y la central hidroeléctrica La Confluencia. Además posee la central eólica Punta Sierra.